# 이렘 츠라이
이렘 츠라이(튀르키예어: Irem Çıray, 1992년 10월 9일 ~ )는 대한민국에서 활동하고 있는 튀르키예 이즈미르주 치일리 출신의 방송인이다. 현재는 씨에이컴퍼니 소속으로, 중앙대학교 대학원 미디어커뮤니케이션 석사 학위까지 취득하였다.

## 출연 작품
- 팔도찍고 유람기
- 대한외국인